# Michael Winslow

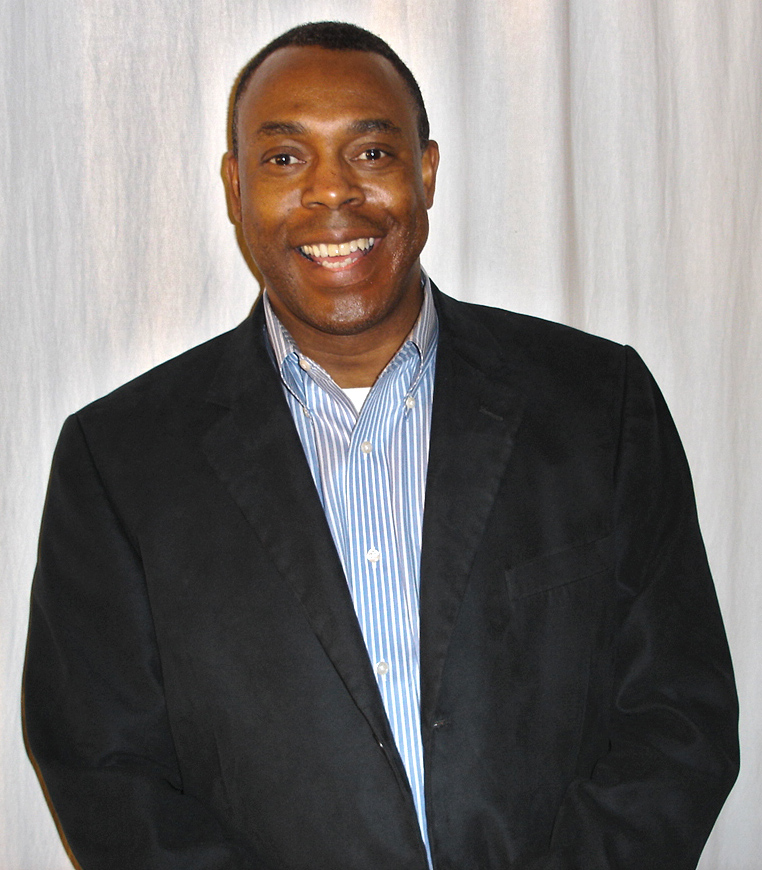
Michael Winslow (2008)

Michael „Mike“ Winslow (* 6. September 1958 in Spokane, Washington) ist ein US-amerikanischer Schauspieler, Comedian, Klang-Imitator und Beatboxer. Bekannt wurde er durch die Spielfilm-Reihe Police Academy, in der er die Rolle des Sergeant Larvell Jones verkörperte. Winslow ist bekannt als „Mann der 10.000 Sound-Effekte“ wegen seiner Fähigkeit, realistische Klangeffekte mit seiner Stimme nachzuahmen.

## Leben
Michael Winslow wuchs auf dem US-Luftwaffen-Stützpunkt Fairchild Air Force Base auf. Bereits als Kind ahmte er die Geräusche der dortigen Fahrzeuge nach. Ende der 1970er Jahre hatte er erste Auftritte als Stand-up-Comedian und erste Filmrollen. 1984 hatte er seinen Auftritt im ersten Police-Academy-Film und war auch in den folgenden sechs Filmen sowie der Fernsehserie zu sehen und zu hören. 1987 spielte er bei Mel Brooks’ Spaceballs als Radar-Techniker sowie bei Zärtliche Chaoten mit. 1993 spielte er die Rolle des Dumas in der Serie Zwei Supertypen in Miami an der Seite von Bud Spencer.
Es folgten eine Vielzahl kleiner Rollen in US-Filmen und -Fernsehserien.
2021 war Winslow Teilnehmer an der 16. Staffel von America’s Got Talent, wo er im Halbfinale ausschied. Im Oktober desselben Jahres war er mit einem Gastauftritt in der zweiten Staffel der deutschen Ausgabe von LOL: Last One Laughing auf Amazon Prime zu sehen.

## Filmografie (Auswahl)
- 1980: Nightside (Fernsehfilm)
- 1980: Noch mehr Rauch um überhaupt nichts (Cheech and Chong’s Next Movie)
- 1981: Die Maulwürfe von Beverly Hills (Underground Aces)
- 1981: Cheech & Chongs heiße Träume (Cheech and Chong’s Nice Dreams)
- 1982: T.A.G. – Das Killerspiel (Tag: The Assassination Game)
- 1984: Police Academy – Dümmer als die Polizei erlaubt (Police Academy)[1][2]
- 1984: Alphabet City
- 1984: Gremlins – Kleine Monster (Gremlins, Stimme)
- 1984: Speedway Trio (Grandview, U.S.A.)
- 1984: Lovelines
- 1985: Police Academy 2 – Jetzt geht’s erst richtig los (Police Academy 2: Their First Assignment)[3][4]
- 1986: Police Academy 3 – … und keiner kann sie bremsen (Police Academy 3: Back in Training)
- 1986: Love Boat (3 Folgen)
- 1987: Police Academy 4 – Und jetzt geht’s rund (Police Academy 4: Citizens on Patrol)[5][6]
- 1987: Zärtliche Chaoten
- 1987: Mel Brooks’ Spaceballs (Spaceballs)
- 1988: Police Academy 5 – Auftrag Miami Beach (Police Academy 5: Assignment: Miami Beach)
- 1988: Zwei tolle Hechte im Knast (Buy & Cell)
- 1988: Zärtliche Chaoten II
- 1988: Starke Zeiten
- 1989: Police Academy 6 – Widerstand zwecklos (Police Academy 6: City Under Siege)
- 1990: Highway Chaoten (Think Big)
- 1990: Far Out Man
- 1990: Die U-Boot Academy (Going Under)
- 1993: Zwei Supertypen in Miami (Detective Extralarge, Fernsehserie, sechs Folgen)
- 1994: Police Academy 7 – Mission in Moskau (Police Academy: Mission to Moscow)
- 1997–1998: Police Academy (Fernsehserie, 13 Folgen)
- 1999: Lycanthrope
- 1999: The Blur of Insanity
- 2000: He Outta Be Committed
- 2001: Der Schwan mit der Trompete (The Trumpet of the Swan, Stimme)
- 2002: Family Guy (Fernsehserie, eine Folge, Stimme)
- 2002: The Biggest Fan
- 2004: Lenny, der Wunderhund (Lenny the Wonder Dog)
- 2008: Der große Buck Howard (The Great Buck Howard)
- 2008: Redirecting Eddie
- 2009: RoboDoc
- 2013: Blunt Movie
- 2013: Gingerclown
- 2015: Sharknado 3 (Sharknado 3: Oh Hell No!, Fernsehfilm)
- 2015: Lavalantula – Angriff der Feuerspinnen (Lavalantula, Fernsehfilm)
- 2016: 2 Lava 2 Lantula! (Fernsehfilm)
- 2016: Characterz
- 2017: Killing Hasselhoff
- 2020: A Wrestling Christmas Miracle
- 2021: Todd

## Diskografie
Album
- 1996: Michael Winslow – Make Noises (DJT)

Singles
- 1985: Michael Winslow – I Am My Own Walkman (Island Records)
- 1987: L.A. Dream Team Featuring Michael Winslow – Citizens On Patrol (MCA Records)